# 미쉐린

미쉐린 또는 미슐랭(영어: Michelin, 프랑스어: Compagnie Générale des Établissements Michelin), 미슐랭 제조 주식회사)은 프랑스의 타이어 제조 기업이다. 1888년에 앙드레 미슐랭과 에두아르 미슐랭 형제가 창업했으며, 본사는 퓌드돔주 클레르몽페랑에 있다. 회사의 프랑스어 발음을 그대로 표기하여 1900년부터 발간하기 시작한 세계 여행 안내서인 《미슐랭 가이드》로 잘 알려져 있다.

## 역사
- 1889년 - 고무제품 제조공장으로 출발하여,
- 1895년 - 자동차 타이어를 제조 개시하였다.
- 1900년 - 미슐랭 가이드를 창간하고,
- 1959년 - 자회사 MEPM을 설립, 타이어의 제조·판매업을 이양하고 지주회사가 되었다.
- 1966년 - 합성고무 사업 진출.
- 1997년 - 로고 변경.
- 2017년 - 20년만에 현재의 로고 변경.